# Henadz Maroz
Henadz Viktaravitj Maroz (belarusiska: Гена́дзь Ві́ктаравіч Маро́з; ryska: Генна́дий Ви́кторович Моро́з, Gennadij Viktorovitj Moroz), född den 15 augusti 1978, är en vitrysk friidrottare som tävlar i höjdhopp.
Maroz främsta merit är att han blev bronsmedaljör vid inomhus-VM 2003 i Birmingham efter ett hopp på 2,30. Han har även två gånger blivit silvermedaljör vid Universiaden både 2001 och 2005.
Vid EM 2002, VM 2003 och 2005 och vid Olympiska sommarspelen 2004 lyckades han inte ta sig vidare till finalen utan blev utslagen i kvaltävlingen.

## Personligt rekord
- Höjdhopp - 2,33